# Steegoversloot
Het Steegoversloot is een straat in de stad Dordrecht, in de Nederlandse provincie Zuid-Holland. De straat loopt van de Voorstraat, de langste winkelstraat van Nederland, tot aan de Vest.

## Geschiedenis
In 1399 heette de straat al Steechoversloet. Het woord 'sloet' of 'sloot' betekende in het Dordts hetzelfde als 'gracht'. Doordat de steeg over de sloet lag, ontstond de naam Steegoversloet. De naam werd in de loop der eeuwen weinig verbasterd.
Eind 14e begin 15e eeuw werd in het Steegoversloot de veemarkt gehouden. Hierbij was het verboden het vee te plaatsen tussen de Hofpoort en de Voorstraat, omdat de straat in dat gedeelte te nauw was. De Hofpoort bevindt zich nog er altijd en leidt naar het Hof.
Doordat het Steegoversloot in de middeleeuwen doodliep, was het in die tijd geen belangrijke straat. Het had bovendien geen poort die met de stadsmuren correspondeerde. Na de demping van de gracht, die in 1545 al niet meer op kaarten voorkomt, en de aanleg van de Sint-Jorispoort in 1605 kwam hier verandering in. Vanaf de 17e eeuw wordt het gerekend tot de hoofdstraten van de binnenstad. Tot die tijd gold dit alleen voor de Voorstraat en de Wijnstraat. Op den duur werd het Steegoversloot zelfs een deftige straat, waar volgens de 17e- en 18e-eeuwse vorderingen geen pakhuizen gebouwd mochten worden maar wel vele grote woonhuizen. Als winkelstraat heeft het echter nooit gefloreerd.
De Sint-Jorispoort werd in 1866 gesloopt om zo het Steegoversloot en de Sint-Jorisweg goed met elkaar te verbinden.
In 1855 moest in Dordrecht een huis van arrest gebouwd worden, in de onmiddellijke nabijheid van het gerechtsgebouw in het Steegoversloot. De Rechtbank Dordrecht werd twintig jaar eerder, in 1838, geopend. Deze rechtbank werd in 2013 opgeheven.
Tot 1882 lag er een brug in de straat. Het stuk tussen de Museumstraat, een zijstraat van het Steegoversloot, tot de Vest wordt in oude registers "over de brugge" of "beneden de brugge" genoemd. In 1578 werd het nog de Nonnenbrug, en de straat een enkele keer de Nonnenstraat, vernoemd naar de nonnen van Sint Agnes. Er grensde immers een klooster aan.
In 1901 kocht de liberale politicus Hugo van Gijn een herenhuis aan het Steegoversloot. Zijn vrouw Johanna Heilina Roodenburg wilde namelijk een huishoudschool oprichten. Dit werd de Schoolvereniging Doelesteyn. Het onderwijs in deze industrie- en huishoudschool bood praktijkonderwijs aan meisjes, die voor een vak werden opgeleid. In de loop van de 20e eeuw zou de vakopleiding een grote vlucht nemen en groeide Doelesteyn uit tot een grote school met een regionale functie. In 2010 werd het gebouw verlaten.
Op dinsdag 2 oktober 1951 vond de eerste Nederlandse tv-uitzending plaats. Samen met fabrikant Philips organiseerde dagblad De Dordtenaar een voorstelling in Hotel Statenhof aan het Steegoversloot.
Het poppodium Bibelot vestigde zich in 1968 aan het Steegoversloot, op de bovenverdieping van de Rooms-Katholieke Leeszaal. Er kwam een bar, er werd muziek gedraaid en dansles gegeven. Vanaf eind jaren '70 traden er steeds vaker Nederlandse bands op, waaronder Doe Maar en De Dijk. Vanwege de uitbreiding van de rechtbank verhuisde Bibelot in 1981 naar de Sint-Bonifatiuskerk aan de Wijnstraat.

## Galerij

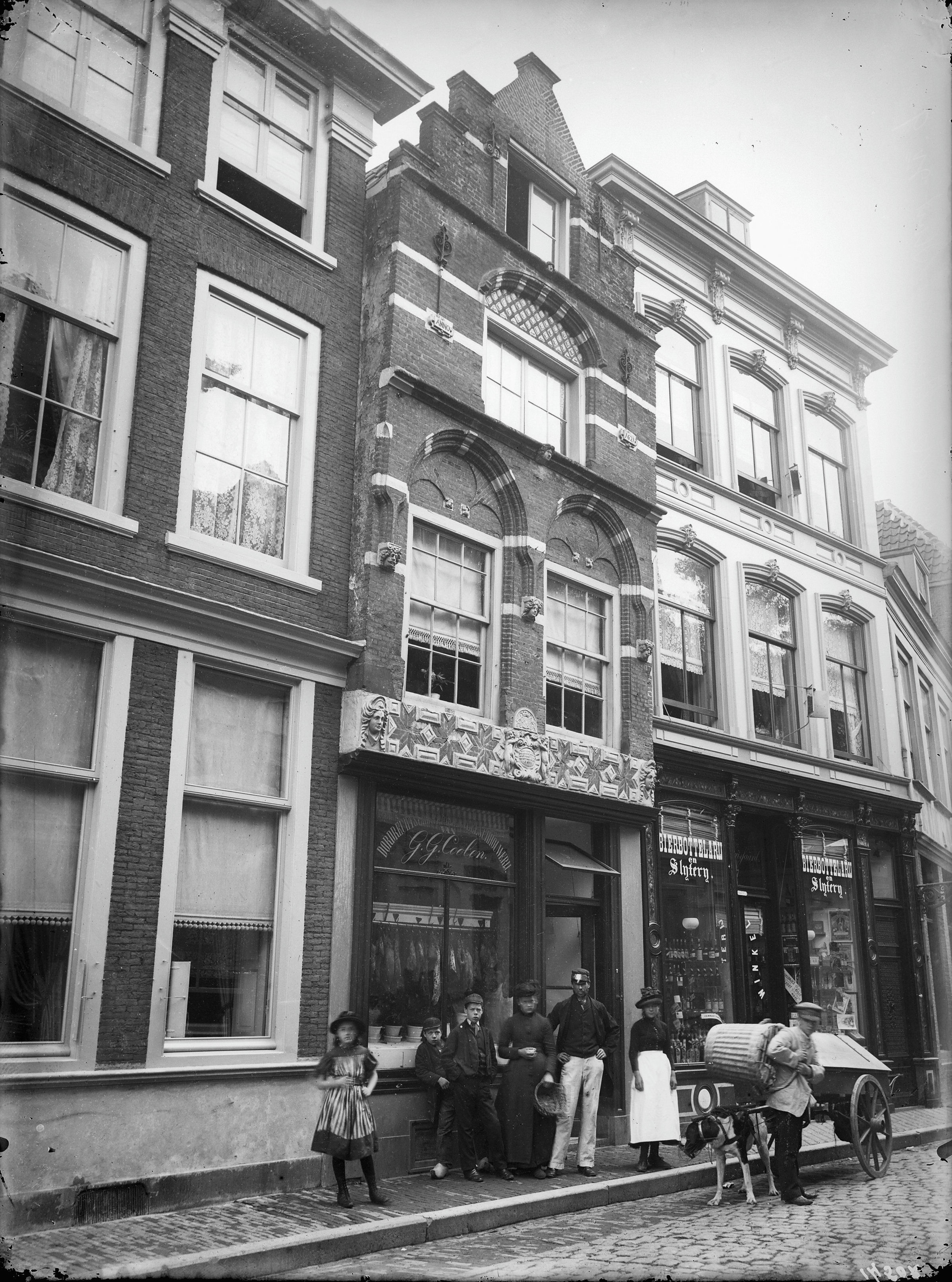
Steegoversloot 9, eind 19e eeuw.
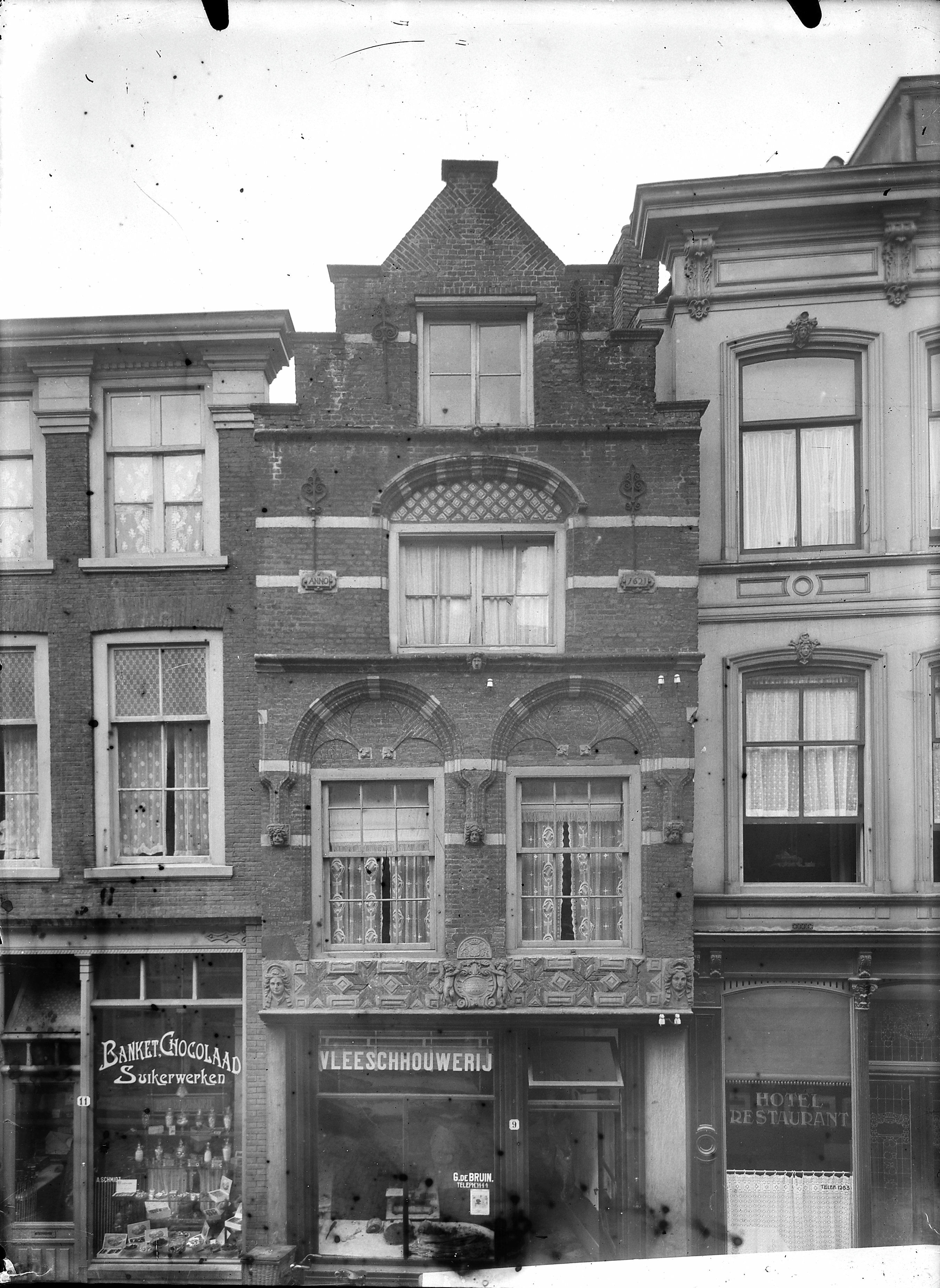
Steegoversloot 13, eind 19e eeuw.
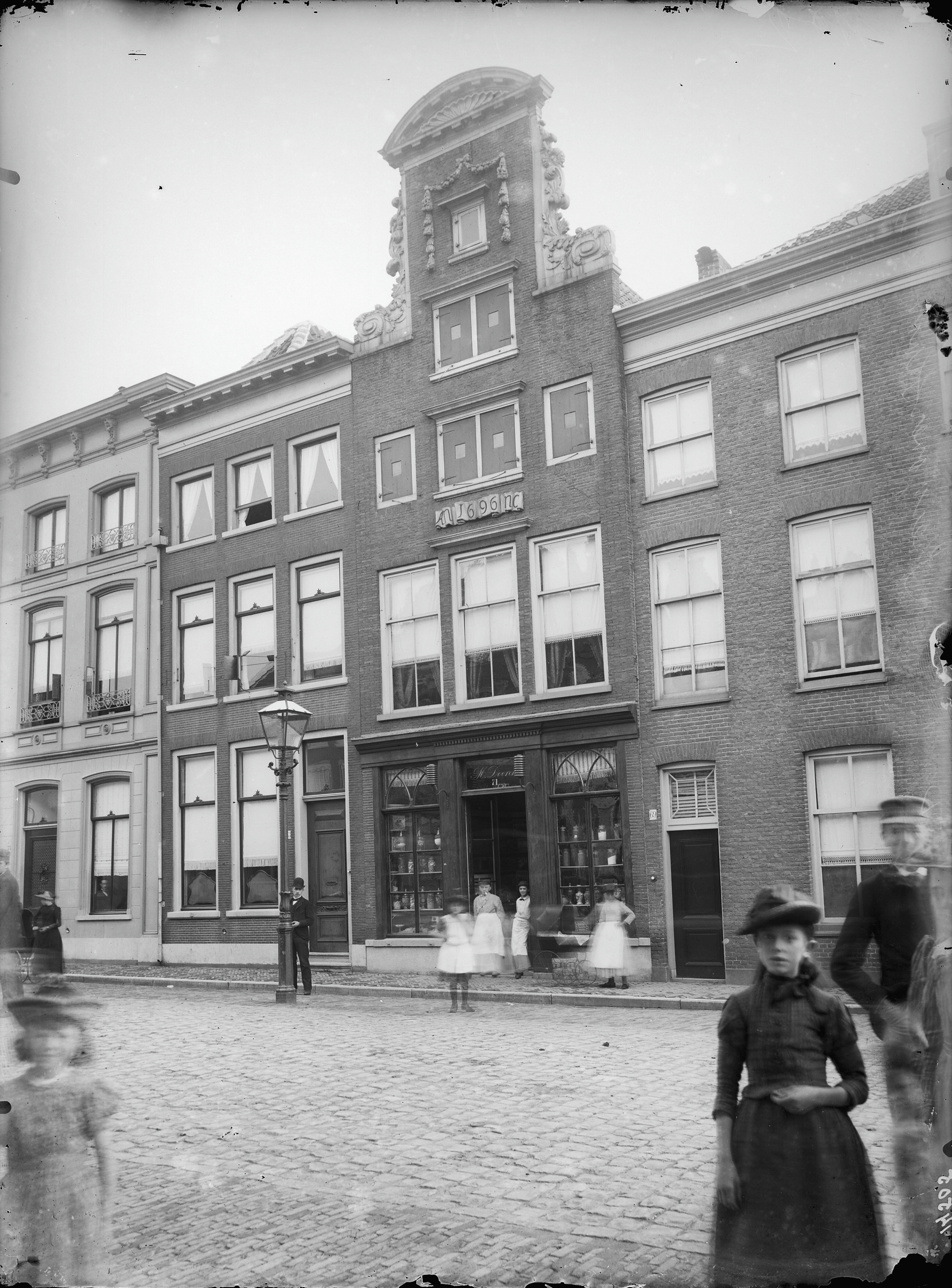
Steegoversloot 71, eind 19e eeuw.

## Rijksmonumenten
Er bevinden zich vele rijksmonumenten aan het Steegoversloot. Enkele voorbeelden:

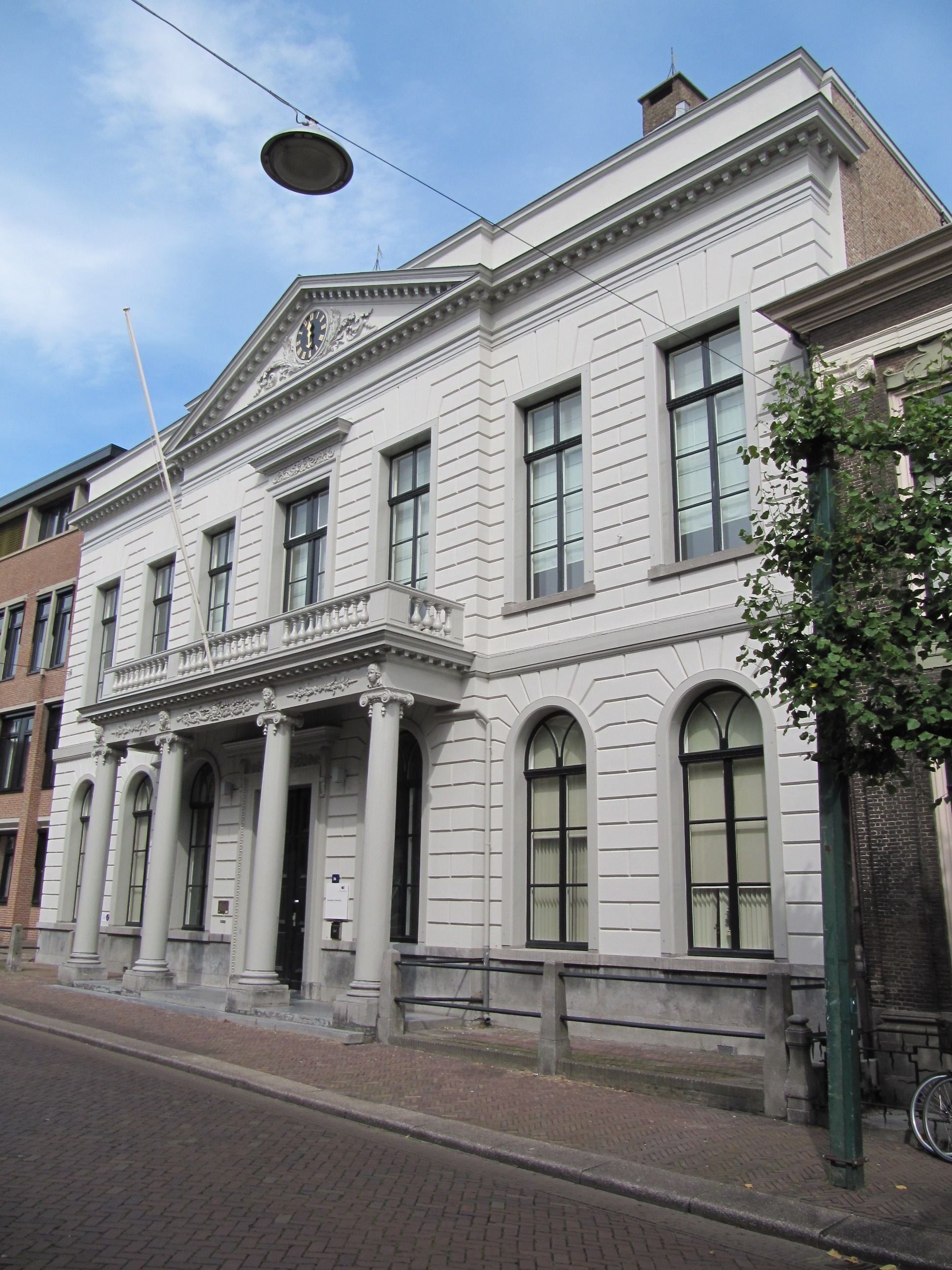
Arrondissementsrechtbank (19e eeuw), Steegoversloot 36.
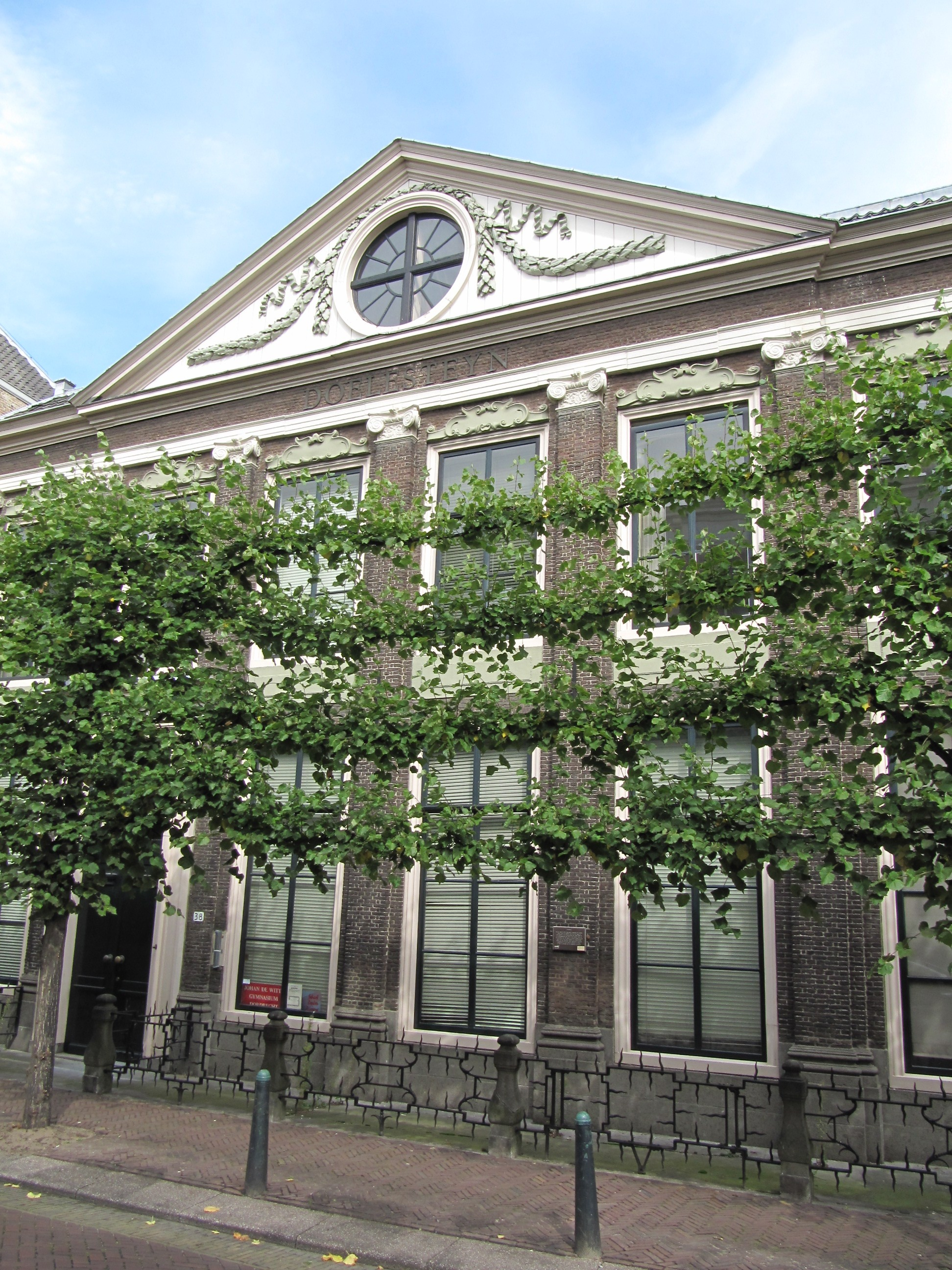
Doelesteyn (1657), Steegoversloot 38.
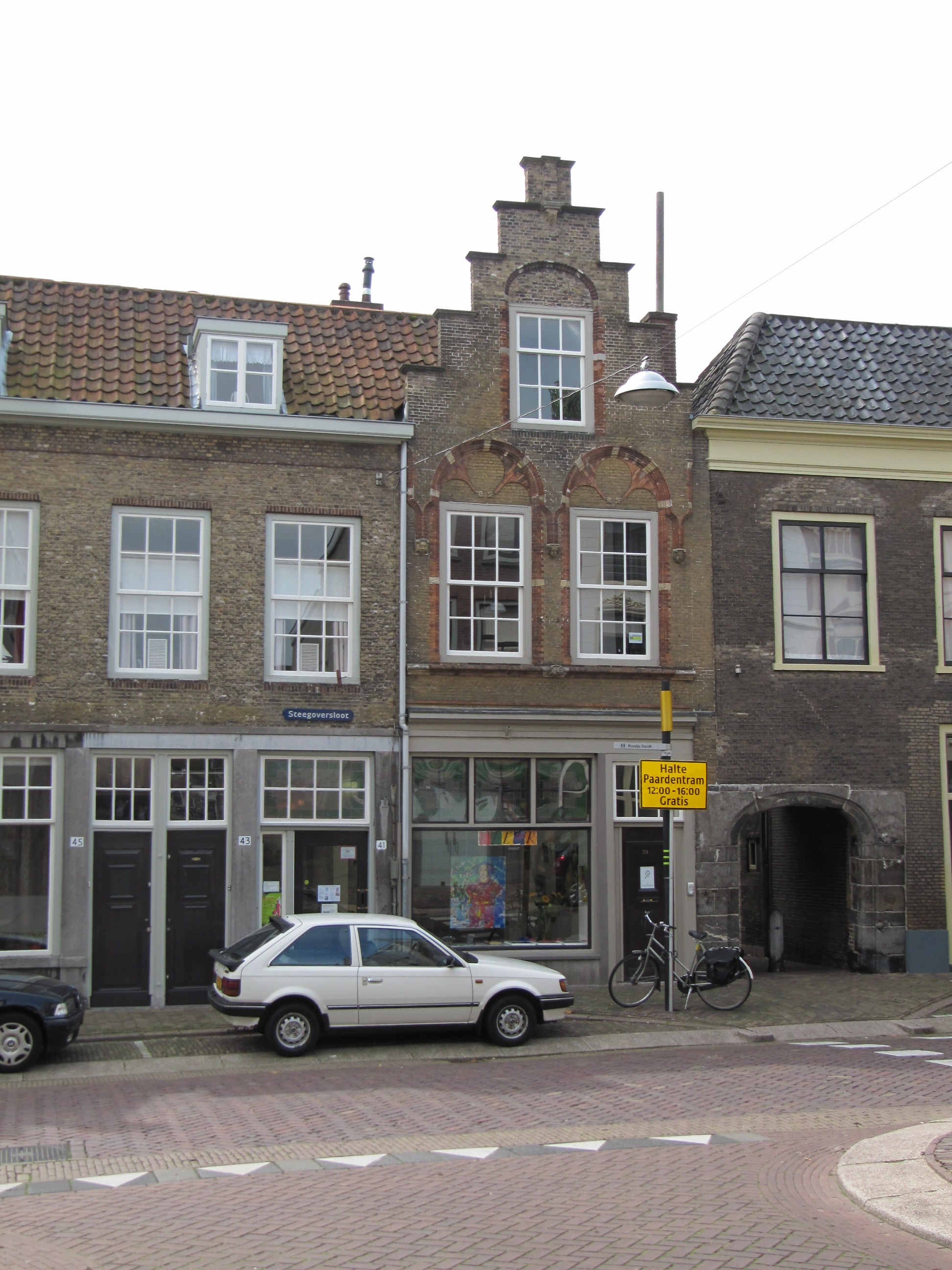
Pand met trapgevel met rechts de Hofpoort (uit circa 1750), Steegoversloot 39.
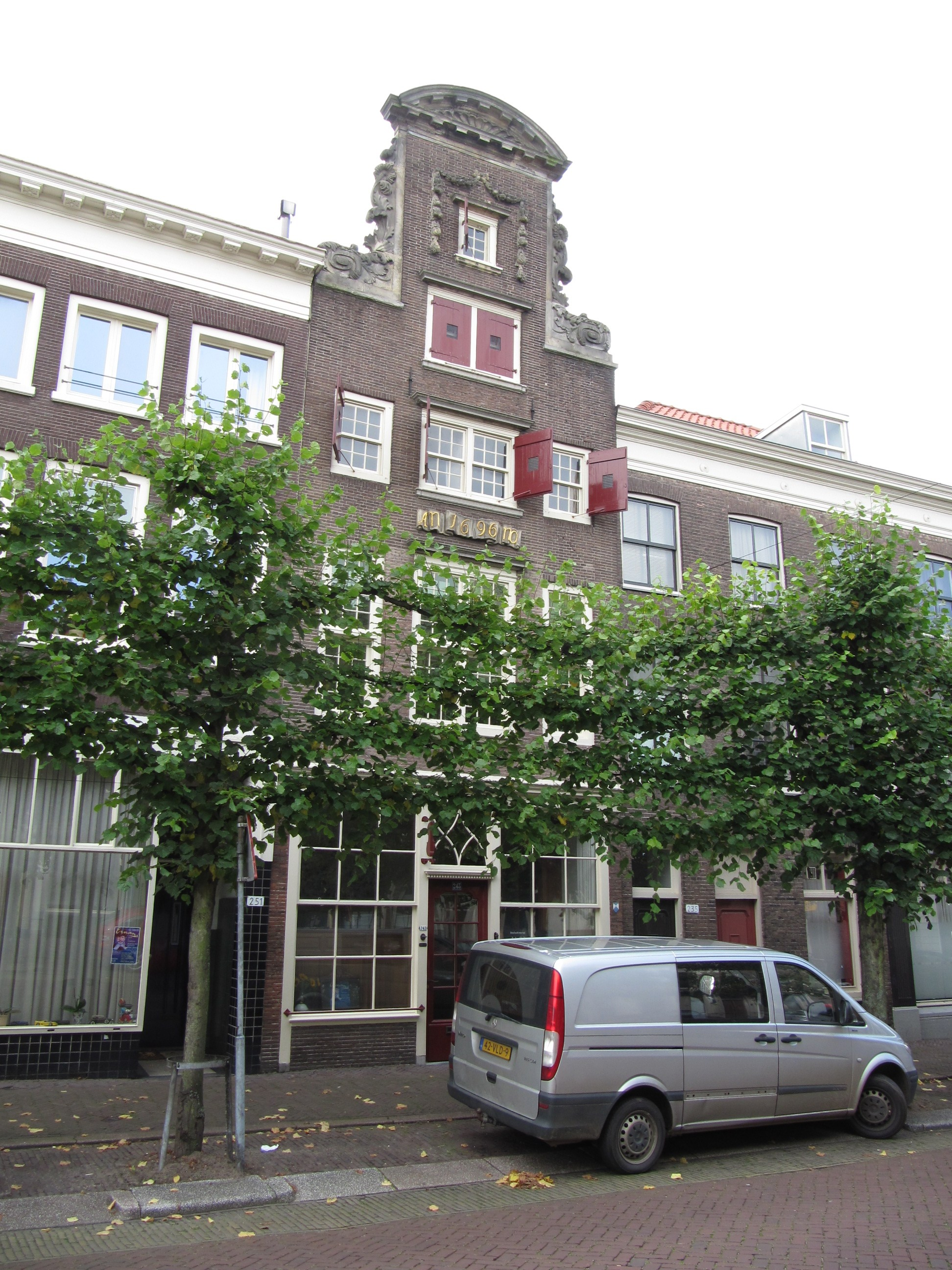
Pand met monumentale halsgevel (1696), Steegoversloot 243.